# Římskokatolická farnost Horní Dunajovice
Římskokatolická farnost Horní Dunajovice je územní společenství římských katolíků s farním kostelem Nejsvětější Trojice v obci Horní Dunajovice v moravskokrumlovském děkanství.

## Historie farnosti
Obě části obce – Horní Dunajovice i Domčice – náležely až do roku 1767 do farnosti v Žeroticích. Poté byla vytvořena samostatná farnost. Farní kostel Nejsvětější Trojice v Horních Dunajovicích byl postaven v roce 1540. Má šikmou věž, proto se obci říká "jihomoravská Pisa".

## Duchovní správci
Od 1. října 1975 do července 2014 byl administrátorem excurrendo Václav Kamenický z Mikulovic u Znojma.Od srpna 2014 byl ustanoven novým administrátorem excurrendo R. D. Mgr. František Alexa z Žerotic. Toho od srpna 2015 vystřídal jako administrátor excurrendo R. D. Mgr. Pavel Klouček.  S platností od 1. května 2018 byl administrátorem excurrendo jmenován znovu R. D. Mgr. František Alexa z Žerotic.

## Bohoslužby
| Kostel              | Místo            | Bohoslužba (den) | Hodina                          | Poznámka     |
| ------------------- | ---------------- | ---------------- | ------------------------------- | ------------ |
| Nejsvětější Trojice | Horní Dunajovice | neděle středa    | 11.10 17.00 (zima)/18.00 (léto) | farní kostel |

## Aktivity ve farnosti
Dnem vzájemných modliteb farností za bohoslovce a bohoslovců za farnosti brněnské diecéze je 24. říjen. Adorační den připadá na 15. března.
Ve farnosti se pravidelně koná tříkrálová sbírka. V roce 2014 se při ní vybralo 17 817 korun. O rok později vybraná částka činila 15 141 korun, v roce 2016 pak 16 426 korun,